# صورتک گای فاکس

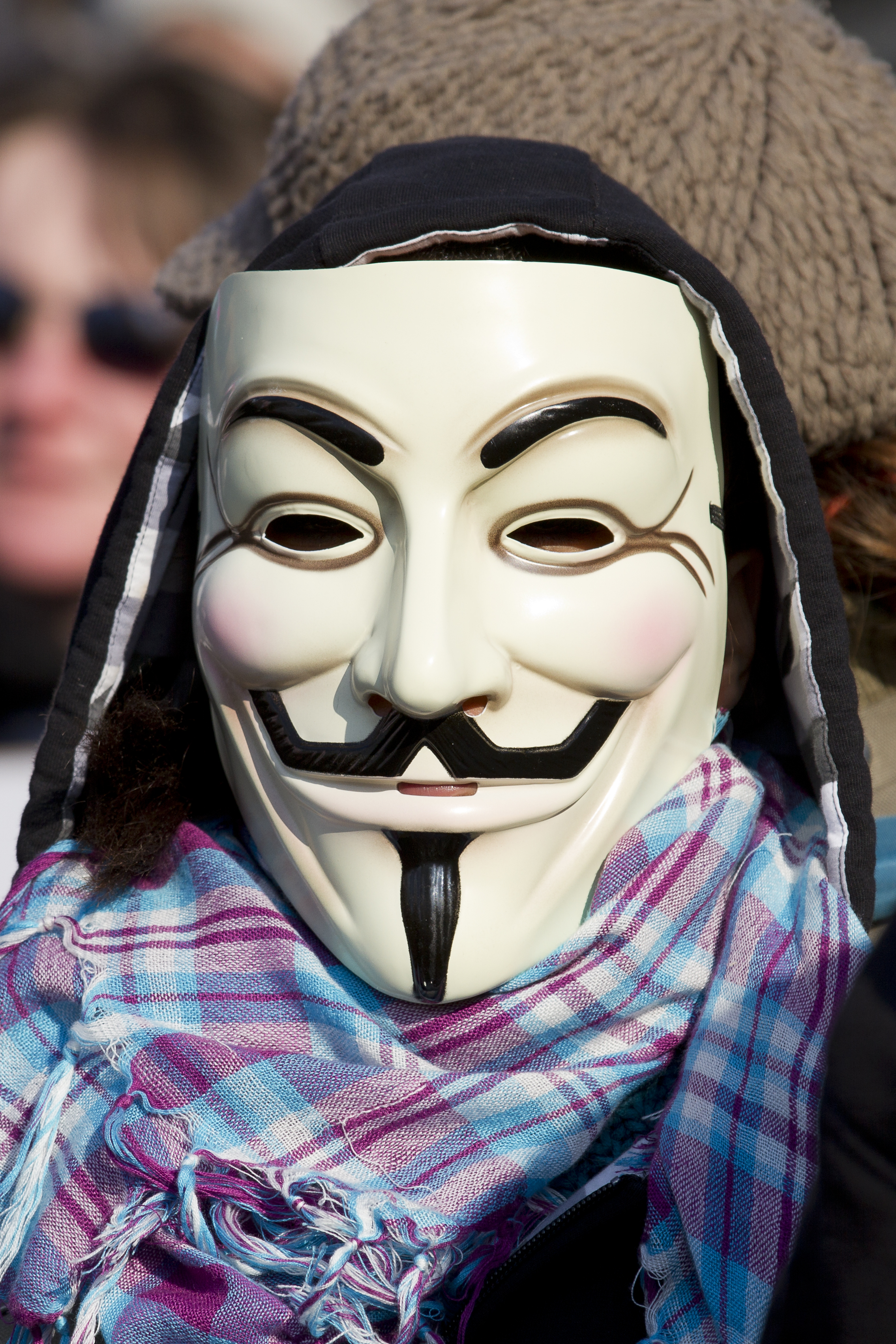
یک معترض که صورتک گایدو فاکس را بر چهره زده است.

صورتک گای فاکس (به انگلیسی: Guy Fawkes mask) نقابی برگرفته از چهرهٔ گای فاکس که یکی از مشهورترین اعضای توطئه باروت است می‌باشد. گای فاکس و دیگر اعضای گروه توطئه باروت قصد داشتند تا در ۵ نوامبر ۱۶۰۵ مجلس اعیان بریتانیا را منفجر کنند. از این ماسک در شب آتش نیز استفاده می‌شود.
این صورتک محبوبیت زیادی در بین عام پیدا کرد و در سال ۲۰۰۵ به صورت نمادین در فیلم وی مثل وندتا استفاده شد. قبل از آن نیز در جشن‌های هالووین و شب آتش در انگلیس از آن استفاده می‌شد. همچنین گروه هکتیویسم و انانیموس این صورتک را به عنوان نماد خود برگزیدند. این صورتک نه تنها در جنبش اشغال استفاده شده، بلکه در تمامی دنیا و برای اعتراضات ضد دولتی استفاده می‌شود.

## در عصر جدید
تاکنون در بسیاری از اعتراضات مردمی، از این صورتک به عنوان نمادی به عنوان اعتراض استفاده شده است. برای نمونه می‌توان به موارد زیر اشاره کرد:
- اعتراضات علیه مجلس انگلیس در ۲۳ مه ۲۰۰۹[۲]
- جنبش اشغال وال استریت در سال ۲۰۱۱[۳]
- اعتراضات لهستان در سال ۲۰۱۲ علیه قرارداد تجاری ضد جعل[۴]
- اعتراضات ۱۰۰ نفر از مردم هند در بمبئی علیه سانسور دولت در اینترنت در سال ۲۰۱۲[۵]

## خاستگاه
توطئه باروت ۱۶۰۵ از همان ابتدا با سوزاندن عکاسی از چهره‌های غیرمعمول یادآور می‌شد. به تدریج ۵ نوامبر با عنوان شب گای فاکس شناخته شد البته بسیاری ترجیح می‌دهند از واژه «شب آتش» استفاده کنند.
در سال ۱۸۴۷ در هفته نامه لنست یادداشت‌هایی از پرونده ای دربارهٔ مرگ بر اثر وحشت منتشر شد که در آن پسری دو ساله به علت ترس از ماسک گای فاکس می‌میرد.
در سده ۲۰ میلادی، در انگلستان تعداد زیادی از صورتک گای فاکس از مقوا یا کاغذ ساخته شده و در پاییز به کودکان فروخته می‌شد یا همراه با کمیک به صورت رایگان داده می‌شد. اما در دهه ۱۹۸۰، محبوبیتش به دلیل جشن هالووین از بین رفت.